# Seiko
Seiko (anglicky Seiko Holdings Corporation, japonsky セイコーホールディングス株式会社, Seikō Hōrudingusu Kabushiki-gaisha) je japonský výrobce a značka hodinek, elektroniky a optiky patřící do Seiko Group.
V roce 1881 založil firmu Kintaró Hattori, nejprve pod vlastním jménem, od roku 1892 pod jménem Seikosha (精工舎 Seikōsha, doslova „Dům dokonalého řemesla“), značka Seiko byla představena roku 1924.
Pod značkou Seiko byla představena inovativní řešení u elektronických hodinek. Pod jménem Astron roku 1969 to byly první quartzové hodinky, později firma představila první quartzový chronograf, v 80. letech první automatický quartz (tedy quartz dobíjený kineticky). Od roku 1985 Seiko vyrábí ve společné továrně s výrobcem Orient (od roku 2001 je Orient dceřinou značkou Seika).
Značka Seiko je oblíbená mezi sportovci a patří k častým sponzorům sportovních utkání, včetně olympiád.

## Značky a produkty
Seiko vyrábí hodinky s quartz, kinetickými, solárními a mechanickými strojky v různých cenových hladinách, od ¥4 000 (800 Kč, prodávány pod značkou Alba) do ¥50 000 000 (10 000 000 Kč). Pro odlišení v rámci cílových zákaznických skupin Seiko vytvořilo rozličné značky používané v Japonsku i mezinárodně. Seiko používá více takových značek, například Seiko 5 nebo luxusní značky Credor a Grand Seiko.

### Seiko 5

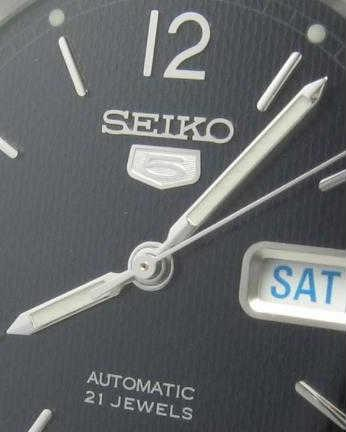
Ciferník hodinek s logem Seiko 5

Seiko vytvořilo řadu hodinek Seiko 5 v 60. letech 20. století s cílem přitáhnout k hodinkám tehdejší mladou generaci. Hodinky v řadě Seiko 5 splňují následujících pět požadovaných vlastností:
1. Automatické natahování
2. Komplikace den/datum
3. Voděodolnost
4. Nezlomitelné hlavní péro (Diaflex)
5. Ochrana proti nárazům (Diashock; ekvivalent švýcarských technologií Incabloc nebo Kif)

Původně bylo pět vlastností pro řadu Seiko 5 odlišných a ne všechny hodinky vydané v řadě Seiko 5 je dnes splňují — například zapuštěná korunka 4. pozici, což splňuje většina hodinek Seiko 5, ale ne všechny.
Řada Seiko 5 se vyrábí dodnes a bylo v ní vydáno více než 1 500 různých modelů. Řada Seiko 5 zahrnuje většinu populárních stylů — společenské (oblekové), potápěčské, armádní, letecké, sportovní a klasické hodinky.
Hodinky Seiko 5 jsou cenově dostupné a jsou považovány za vstupní bránu do automatických hodinek — mnohdy se jedná o první automatické hodinky, které si jedinec pořídí nebo dostane.

### SARB
Řada hodinek s kódovým označením SARB byla prodávána výhradně v Japonsku a jednalo se o střední třídu automatických hodinek. Řada SARB používala strojek 6R15. Vzhledem k zajímavému poměru ceny / výkon se řada SARB stala populární mezi nadšenci a hodinky byly neoficiálně dováženy z Japonska do celého světa. V rámci řady SARB byly vydány modely SARB017 Alpinist a SARB065 Coctail Time. V roce 2017 Seiko ukončilo celou řadu SARB.

### Presage
Presage je současná střední třída hodinek firmy Seiko a je prodávána mezinárodně. V rámci řady Presage došlo k rozšíření a mezinárodnímu vydání hodinek Coctail Time.

### Grand Seiko

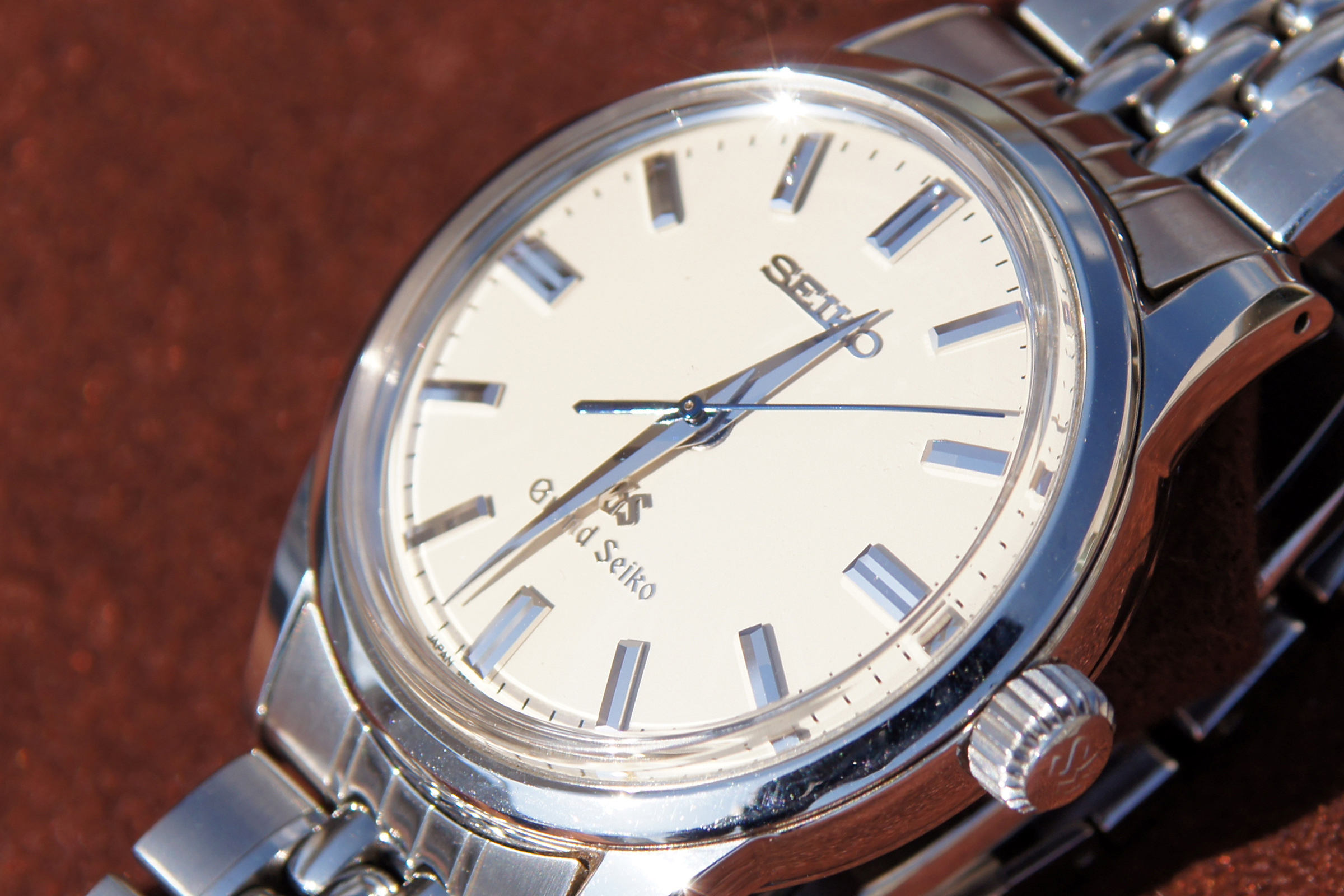
Hodinky z řady Grand Seiko

Koncem 50. let 20. století se Seiko rozhodlo zaútočit na status švýcarských hodinek a změnit vnímaní japonských hodinek. V roce 1959 se továrny Suwa Seikosha a Daini Seikosha staly oddělenými entitami v rámci firmy Seiko. Oddělením továren chtělo Seiko zvýšit vnitřní konkurenci a inovaci. Výsledkem soutěže mezi továrnami byly luxusní hodinky — Grand Seiko od továrny Suwa, resp. King Seiko od Daini.
První hodinky Grand Seiko byly vydány v roce 1960 a vycházely z tehdejší nejvyšší řady CROWN. Bylo vydáno 36 000 kusů a jednalo se o první japonské hodinky splňující standard Chronometr, i když hodinky nebyly přihlášeny k oficiální švýcarské certifikaci, namísto toho Seiko ustanovilo své vlastní standardy pro chronometr.
V roce 1968 Seiko přihlásilo hodinky řady Grand Seiko a King Seiko do soutěže Geneva Observatory Trials — hodinky získaly místa od 4. do 10., když první tři místa obsadily hodinky poháněné quartzovými strojky.
V roce 1975 Seiko rozhodlo o ukončení řady King Seiko a její nahrazení quartzovými Grand Seiko hodinkami.
V roce 2017 firma Seiko oznámila, že hodinky řady Grand Seiko se stanou samostatnou nezávislou značkou. Nové hodinky této řady již nenesou logo Seiko, ale pouze logo Grand Seiko, které se přemístilo na pozici 12. hodiny.

### Credor
Seiko vyrábí hodinky pod značkou Credor (bez uvedení značky Seiko). Tyto hodinky mají konkurovat luxusním švýcarským hodinkám a jejich cena se pohybuje nad 100 tisíc Eur.

## Seiko a sport
Seiko je oficiálním dodavatelem časoměřící techniky pro řadu sportovních událostí: Olympijské hry v letech 1964, 1992, 1994, 1998, 2002; Mistrovství světa ve fotbale v letech 1978, 1982, 1986, 1990. Seiko je oficiálním dodavatelem časoměřící techniky pro Mistrovství světa v atletice od roku 1987 až do minimálně roku 2019.